# マキャヴェリ駁論

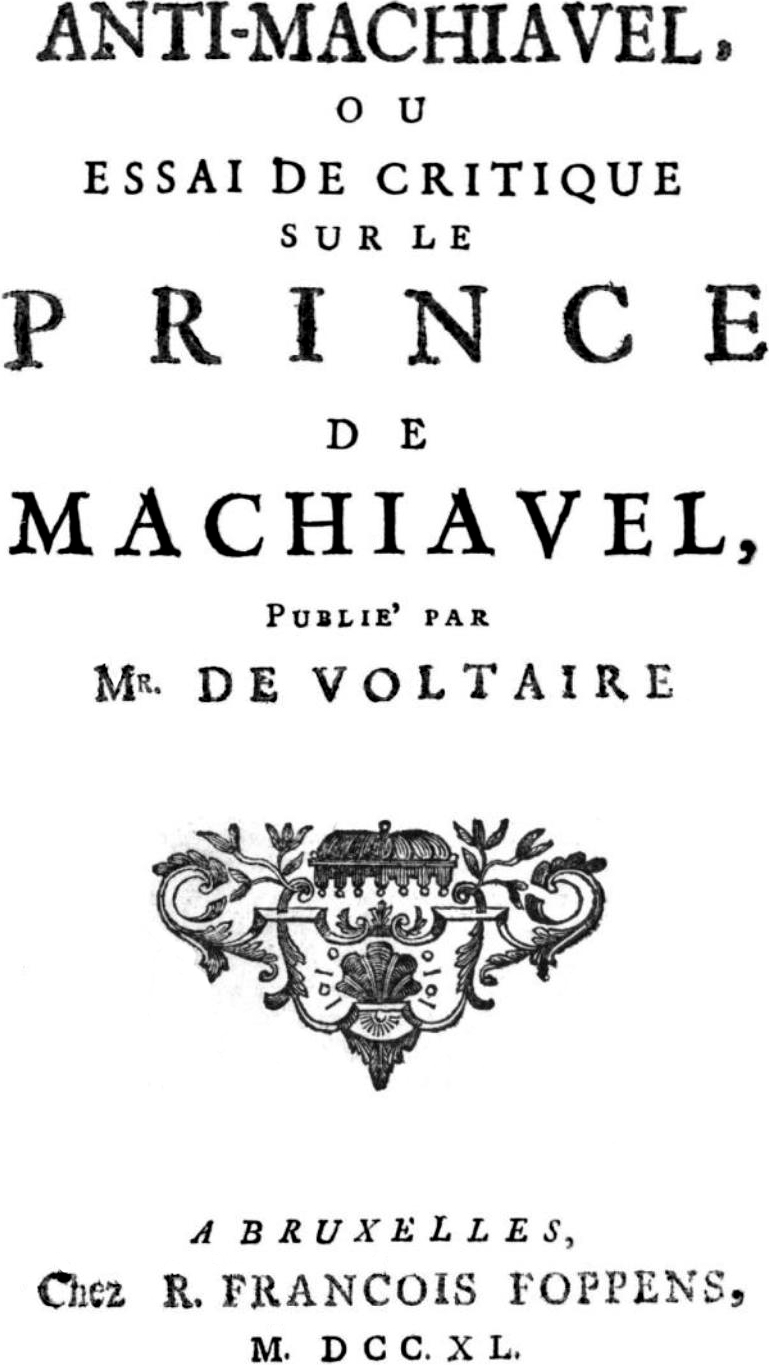
『アンティ・マキャヴェリ、またはマキャヴェリの君主論への批判的研究』出版：ヴォルテール、ブリュッセル、(印刷：)フランソワ・フォッペン (1740年)

『マキャヴェリ駁論』（マキャヴェリばくろん）、あるいは『反マキャヴェリ論』（Anti-Machiavel、はんマキャヴェリろん）は、プロイセン王フリードリヒ2世の初期の著作の一つで、マキャヴェリとその著作『君主論』に対する反論である。

## 沿革
フリードリヒは、生涯にわたる文通相手であったヴォルテールと王太子時代から書簡のやり取りを行っていた。1738年8月の書簡でフリードリヒは、ヴォルテールがマキャヴェリを偉人の一人に数えていることについてに反論している。その後、フリードリヒはヴォルテールに、マキャヴェリについて著作するつもりであることを知らせ、書き上げると、原稿を送ってヴォルテールに推敲と出版を依頼した。1739年から1740年にかけてである。
ヴォルテールはフリードリヒの原稿をオランダで出版した。ヴォルテールは「これはマキャヴェリへの見事な駁論である。しかし、後日さらに立派な駁論を見ることができるだろう。それはこの王の生涯である」と述べ、モンテスキューもこれを高く評価した。原著はフランス語であるが、ドイツ語など数言語に翻訳され、版を重ねた。

## 内容
序論から、「マキャヴェリは政治を堕落させ、健全な道徳を破壊しようとした」と厳しく批判している。策に対して徳、情念に対して理性の優越を主張しているが、ここではフリードリヒの主張する君主のあるべき姿について力点を置いて説明する。

### 君主とは
フリードリヒは、なにゆえに君主が人民を支配するか、すなわち統治の由来について、社会契約に基づいた君主論を展開し、ゆえに、君主は「正義こそ君主の主たる目標」「人民の福祉こそ他のすべての利害に優先されなければならない」とし、そして、
| 「 | 君主は、人民の主人であるどころか、（逆に）その第一の従僕に過ぎない | 」 |

と主張した。
また君主制と共和制を比較して、フリードリヒは、共和制を人の自然状態に近い政体として認めるが、しかし、如何なる共和制も万物流転の例に漏れず、いつかは不自由な専制政治に堕ちることは避けられない。そうなると人民は自由を完全に失ってしまうから、君主が（先に示された）その義務を果たす限りにおいて、理性と徳の支配によって人民に自由の保障を与えることのできる君主政体のほうが、より優れた政体であると主張した。
さらにフリードリヒは、彼自身が国家であるかのごとく万事に関わって諸事を総覧する君主と、大臣にかなりの権限を譲って統治する君主の二類型を比べ、前者の優越を主張し、後者を批判した。大臣は君主の動かす道具であるべきであって、後者の君主は、逆に大臣により動かされ、国家に対して義務を果たさない、無用な存在に成り下がるからである。
ただしフリードリヒ自身、このような君主が常に、あるいは完璧に条件を満たして存在しうるか、という点については困難であることを認めている。「完成を目指して行われた努力に満足するのが公正（な態度）である」

### 正戦論
フリードリヒは、平和の希求とそのための外交を重要であるとしたうえで、「よき戦争がよき平和をもたらすという逆説が真実となる場合」の例を挙げている。それは、(1)防衛戦争、(2)権利擁護の戦争、(3)予防戦争、(4)同盟に基づく戦争（参戦）である。
一番目は自明として、
二番目は、とくに領土の継承が念頭に置かれている。
三番目は、大きな勢力の更なる拡張を想定して、このような場合、相手が攻め込んでくるのをただ待っていても不利な状況をもたらすだけなので、攻撃に転ずるべきで、これは一番目に準じており、正当であるとする。
四番目、条約の忠実な履行は賢明な選択であり、敵対者に対する抑止力となるとする。ただし、フリードリヒはこうも述べる。「それでも、条約や同盟を破棄しなければならない事態がありうることは、認める」

## 出版後
この書が出版された年、すなわち1740年に、父王の死去によりフリードリヒは即位する。同年10月、神聖ローマ皇帝カール6世が死去、オーストリア継承を巡ってヨーロッパ情勢はにわかに緊迫した。フリードリヒはシュレージェンの割譲を求めて軍を侵攻させる。このことは、大いに先の著作と矛盾するとして非難された。
フリードリヒによって批判されたマキャヴェリの『君主論』であるが、その後少し時代が下ると、フリードリヒと同時代の思想家達によって再評価が始まる。

## 日本語訳
- フレデリック大王『君主経国策批判』長瀬鳳輔訳、興亡史論刊行会、1919年。英語版からの孫訳
- フリートリッヒ大王著「反マキアヴェリ論――マキアヴェリの君主論にたいする省察1-3」今来陸郎訳、『福岡商大論叢』6巻2-4号、1955-56年。未完、ドイツ語版からの孫訳
- 『フリードリヒ二世　反マキアヴェッリ論』大津真作監訳、京都大学学術出版会〈近代社会思想コレクション〉、2016年。フランス語原著からの全訳